# Batis celluda frontblanca
La batis celluda frontblanca (Platysteira albifrons) és un ocell de la família dels platistèirids (Platysteiridae).

## Hàbitat i distribució
Viu als clars del bosc, incloent el bosc de ribera de les terres baixes del nord-oest i oest d'Angola i adjacent República Democràtica del Congo.